# Come Back
Come Back es una canción del grupo inglés de música electrónica Depeche Mode compuesta por David Gahan, publicada en el álbum Sounds of the Universe de 2009.

## Descripción
El tema se basó en la experiencia personal del cantante David Gahan, quien padeciera un gravísimo problema de dependencia a las drogas, según se sabe, entre 1986 y 1995, lo cual lo llevara a dos divorcios y un intento de suicidio en 1995; él solo escribió la letra, el baterista Christian Eigner y el programador Andrew Phillpott hicieron la musicalización, y trata sobre el amor y el apego por alguien hundido justamente en el infierno de la adicción.
La musicalización realizada por sus colaboradores, quienes además se encargaron de la programación original, fue algo menos estrafalaria que para los otros cinco temas con los cuales hasta la fecha han participado en DM, acercándose por momentos a la tendencia de la música industrial contemporánea y por otros a la forma de una balada electrónica, manteniendo el talante de una función de rock sintético por el cual el trío hasta ahora ha optado en sus temas llevados a cabo en conjunto.
Por otro lado, contiene un agregado de guitarra trastocada y disuelta por efectos de sintetizador, el cual fue interpretado por Martin Gore para la grabación en el disco, finamente distorsionadas en un marco de sonidos desesperados y la vez amables, hacen de la pieza una confesión de diván; presumiendo un renacimiento después de haber enterrado los excesos del pasado, advirtiendo lo negro que puede ser tu mundo si no aceptas el universo de la gente que te rodea en la realidad, tu ceguera inducida por pretender estar en otro mundo puede eclipsar la luz de esas personas que brillan por y para ti y al final del día los ves y puedes decir con orgullo que han vuelto a ti y finalmente te has rescatado.
En la gira Tour of the Universe se rotaba con el tema Miles Away/The Truth is, también de Gahan, y además compartían la misma proyección de fondo dirigida por Anton Corbijn en la cual aparecía una vista de estrellas que se iban perdiendo mientras en la esfera común a todas las proyecciones de esa gira se veía tan solo un globo terráqueo girando, aunque solo para este tema la proyección tuvo una segunda sección en blanco y negro donde la película corría hacia atrás para la coda de la canción.
Adicionalmente una remezcla del tema apareció como lado B del sencillo Peace del mismo álbum.

## En directo
Para la gira Tour of the Universe de 2009-10, Come Back fue uno de los temas consistentes aunque se rotaba con Miles Away/The Truth is también de Gahan, que por cierto es muy distinta.
La interpretación se hacía básicamente igual que como aparece en el álbum, electroacústica, aunque con un intro extendido y con Peter Gordeno haciendo la parte de Martin Gore en segundo sintetizador, quien al dominar una notación más aguda en el muy característico estribillo descendente le dio una muy encendida sonoridad electrónica aún más sentida al tema contra el efecto casi de lágrimas en la ejecución original de Gore; a mayor abundamiento la canción se interpretó en todas las fechas reproduciendo las secciones tal como aparecen en la versión del álbum, pero al poco después de las primeras fechas en la interpretación el tercer efecto descendente, en la segunda estrofa, fue omitido, y así se llevó a cabo todo el resto de la gira.
- Datos: Q5778883